# Ivan Kamberipa
Ivan Kamberipa (3 febbraio 1994) è un calciatore namibiano, difensore dell'Orapa United e della nazionale namibiana.

## Carriera

### Club
Ha sempre giocato nel campionato namibiano.

### Nazionale
Nel 2019 viene convocato con la nazionale namibiana per la Coppa d'Africa.

## Statistiche

### Cronologia presenze e reti in Nazionale
| Cronologia completa delle presenze e delle reti in nazionale ― Namibia | Cronologia completa delle presenze e delle reti in nazionale ― Namibia | Cronologia completa delle presenze e delle reti in nazionale ― Namibia | Cronologia completa delle presenze e delle reti in nazionale ― Namibia | Cronologia completa delle presenze e delle reti in nazionale ― Namibia | Cronologia completa delle presenze e delle reti in nazionale ― Namibia | Cronologia completa delle presenze e delle reti in nazionale ― Namibia | Cronologia completa delle presenze e delle reti in nazionale ― Namibia |
| Data                                                                   | Città                                                                  | In casa                                                                | Risultato                                                              | Ospiti                                                                 | Competizione                                                           | Reti                                                                   | Note                                                                   |
| ---------------------------------------------------------------------- | ---------------------------------------------------------------------- | ---------------------------------------------------------------------- | ---------------------------------------------------------------------- | ---------------------------------------------------------------------- | ---------------------------------------------------------------------- | ---------------------------------------------------------------------- | ---------------------------------------------------------------------- |
| 22-9-2019                                                              | Antananarivo                                                           | Madagascar                                                             | 1 – 0                                                                  | Namibia                                                                | Qual. Campionato delle Nazioni Africane 2020 - 3º turno                | -                                                                      |                                                                        |
| 19-10-2019                                                             | Windhoek                                                               | Namibia                                                                | 2 – 0                                                                  | Madagascar                                                             | Qual. Campionato delle Nazioni Africane 2020 - 3º turno                | -                                                                      |                                                                        |
| 7-7-2021                                                               | Port Elizabeth                                                         | Senegal                                                                | 1 – 2                                                                  | Namibia                                                                | COSAFA Cup 2021 - 1º turno                                             | -                                                                      |                                                                        |
| 11-7-2021                                                              | Port Elizabeth                                                         | Namibia                                                                | 2 – 0                                                                  | Zimbabwe                                                               | COSAFA Cup 2021 - 1º turno                                             | -                                                                      | 52’                                                                    |
| 13-7-2021                                                              | Port Elizabeth                                                         | Malawi                                                                 | 1 – 1                                                                  | Namibia                                                                | COSAFA Cup 2021 - 1º turno                                             | -                                                                      | 46’                                                                    |
| 14-7-2021                                                              | Port Elizabeth                                                         | Mozambico                                                              | 1 – 0                                                                  | Namibia                                                                | COSAFA Cup 2021 - 1º turno                                             | -                                                                      |                                                                        |
| 2-9-2021                                                               | Johannesburg                                                           | Namibia                                                                | 1 – 1                                                                  | Rep. del Congo                                                         | Qual. Mondiali 2022                                                    | -                                                                      |                                                                        |
| 5-9-2021                                                               | Lomé                                                                   | Togo                                                                   | 0 – 1                                                                  | Namibia                                                                | Qual. Mondiali 2022                                                    | -                                                                      |                                                                        |
| 9-10-2021                                                              | Thiès                                                                  | Senegal                                                                | 4 – 1                                                                  | Namibia                                                                | Qual. Mondiali 2022                                                    | -                                                                      | 46’                                                                    |
| 4-6-2022                                                               | Johannesburg                                                           | Namibia                                                                | 1 – 1                                                                  | Burundi                                                                | Qual. Coppa d'Africa 2023                                              | -                                                                      |                                                                        |
| 12-7-2022                                                              | Durban                                                                 | Madagascar                                                             | 0 – 2                                                                  | Namibia                                                                | COSAFA Cup 2021 - Quarti di finale                                     | -                                                                      |                                                                        |
| 15-7-2022                                                              | Durban                                                                 | Namibia                                                                | 1 – 0                                                                  | Mozambico                                                              | COSAFA Cup 2022 - Semifinale                                           | -                                                                      |                                                                        |
| 17-7-2022                                                              | Durban                                                                 | Namibia                                                                | 0 – 1                                                                  | Zambia                                                                 | COSAFA Cup 2022 - Finale                                               | -                                                                      |                                                                        |
| 8-1-2024                                                               | Kumasi                                                                 | Ghana                                                                  | 0 – 0                                                                  | Namibia                                                                | Amichevole                                                             | -                                                                      | 90+2’                                                                  |
| 24-1-2024                                                              | San-Pédro                                                              | Namibia                                                                | 0 – 0                                                                  | Mali                                                                   | Coppa d'Africa 2023 - 1º turno                                         | -                                                                      |                                                                        |
| 27-1-2024                                                              | Bouaké                                                                 | Angola                                                                 | 3 – 0                                                                  | Namibia                                                                | Coppa d'Africa 2023 - Ottavi di finale                                 | -                                                                      |                                                                        |
| 9-6-2024                                                               | Johannesburg                                                           | Namibia                                                                | 0 – 0                                                                  | Tunisia                                                                | Qual. Mondiali 2026                                                    | -                                                                      | 50’                                                                    |
| 7-9-2024                                                               | Douala                                                                 | Camerun                                                                | 1 – 0                                                                  | Namibia                                                                | Qual. Coppa d'Africa 2025                                              | -                                                                      | 20’                                                                    |
| 24-3-2025                                                              | Johannesburg                                                           | Namibia                                                                | 1 – 1                                                                  | Guinea Equatoriale                                                     | Qual. Mondiali 2026                                                    | -                                                                      |                                                                        |
| Totale                                                                 |                                                                        | Presenze                                                               | 19                                                                     |                                                                        | Reti                                                                   | 0                                                                      |                                                                        |